# Hagnagora ceraria
Hagnagora ceraria là một loài bướm đêm trong họ Geometridae.